# Vera Cruz FC
Vera Cruz FC is een Braziliaanse voetbalclub uit Vitória de Santo Antão in de staat Pernambuco. 

## Geschiedenis
De club werd opgericht in 1960. In 2002 besloot de club om de profstatus aan te nemen. In 2002 werd de club kampioen van de derde klasse, die hierna overigens opgeheven werd. In 2006 werd de club ook kampioen van de Série A2 en promoveerde zo voor het eerst naar de hoogste klasse van de staatscompetitie. Na een vijfde plaats mocht de club zelfs aantreden in de Série C 2007, maar werd in de groepsfase uitgeschakeld. Het volgende seizoen degradeerde de club echter. De club werd opnieuw kampioen, maar ook nu kon de club het behoud niet verzekeren. 
In 2012 nam de club een jaar niet deel aan de competitie. In 2013 keerden ze terug en een jaar later werd de club al voor de derde keer kampioen van de Série A2, een record. Echter moest de club ook nu na één seizoen weer een stapje terugzetten. 